# Никотинзаместительная терапия

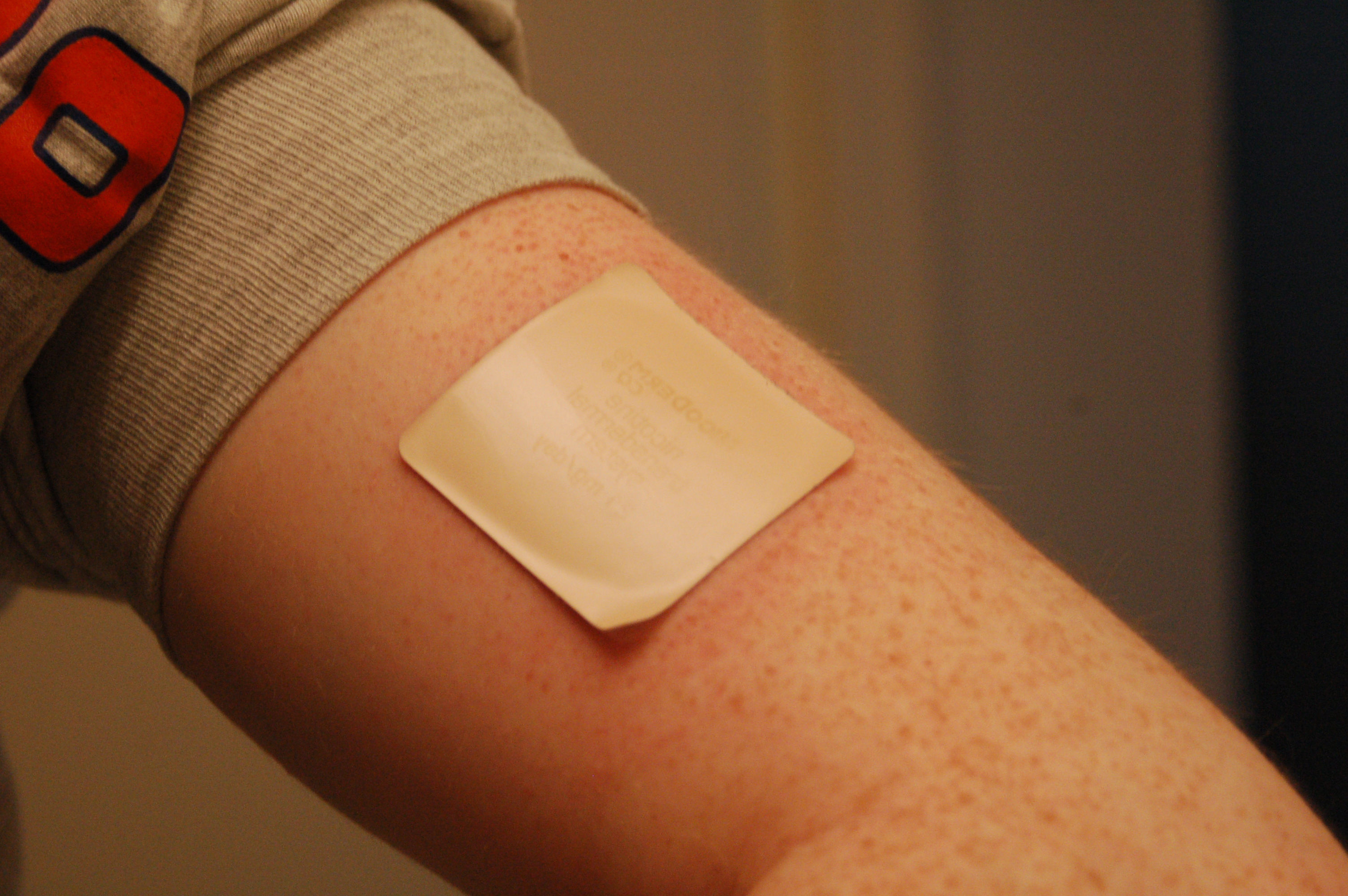
Никотиновый пластырь на левой руке

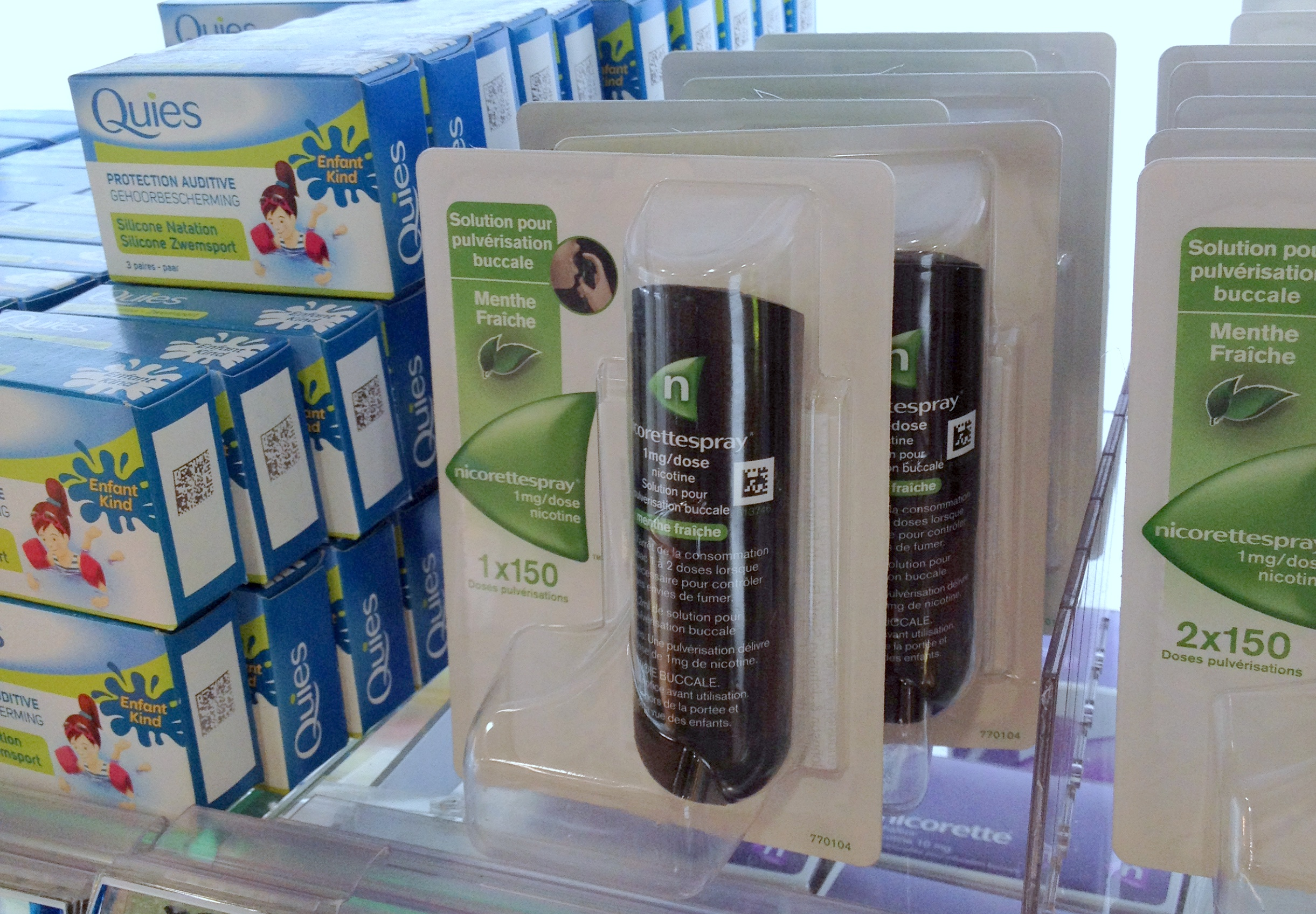
Никотиновый спрей

Никотинзаместительная терапия (также никотин-заместительная терапия, никотиновая заместительная терапия, сокр. НЗТ) — способы доставки никотина в организм без использования табака. Она используется для уменьшения синдромов отмены (либо абстинентного синдрома), вызванных отказом от курения или жевания табака. Никотинзаместительная терапия является наиболее изученным методом терапии никотиновой зависимости, эффективность и безопасность которого исследована в 150 клинических исследованиях.
Препараты НЗТ включены в Стандарты лечения xронической обструктивной болезни лёгких ХОБЛ и хронического бронхита, а также в Методические рекомендации Минздрава России по лечению никотиновой зависимости у пациентов с заболеваниями органов дыхания. В Великобритании препарат НЗТ Nicorette включен в государственную программу борьбы с курением.
Никотинзаместительная терапия снижает тягу к табаку, вызванную никотиновой зависимостью, у курильщиков и людей, которые жуют табак. Это помогает им прекратить употребление табака и избежать негативных последствий курения или жевания табака. Привычка курения и жевания табака - это одновременно приобретенное поведение и физическая зависимость от никотина, поэтому тем, кто хочет бросить курить, могут помочь консультирование и использование никотинозамещающих препаратов. Использование никотинзаместительной терапии увеличивает уровень успешных попыток бросить курить на 50-70%.
Никотинзаместительная терапия включена в WHO Model List of Essential Medicines (Примерный перечень Всемирной организации здравоохранения основных лекарственных средств) -  список наиболее важных лекарственных средств, необходимых в базовой системе здравоохранения. Служба здравоохранения США перечисляет 7 медицинских препаратов для прекращения употребления табака, среди которых 5 средств никотинзаместительной терапии (никотиновые пластыри, жевательные резинки, таблетки для рассасывания, ингаляторы и назальные спреи) и 2 пероральных препарата (бупропион и варениклин). Среди других доступных средств НЗТ можно назвать никотиновые оральные спреи и подъязычные таблетки.

## Медицинское использование
Все формы НЗТ повышают шансы человека прекратить употребление табачных изделий. Исследования показали, что никотинзаместительная терапия помогает людям бросить курить на период как минимум 6 месяцев столь же эффективно, как и препараты бупропиона. Исследования также показали, что все формы НЗТ, включая никотиновые жевательные резинки, назальные спреи, ингаляторы и таблетки для рассасывания, имеют сходные показатели успешности в процессе отказа человека от курения. Однако  вероятность использования методов отличается: чаще всего используются никотиновые пластыри, затем идут жевательные резинки, ингаляторы и назальные спреи.
Следует отметить, что использование комбинации нескольких методов НЗТ может увеличить шансы на прекращение употребления табака. Кроме того, использование никотинзаместительной терапии в сочетании с консультированием увеличивает показатели воздержания от табака.
Препараты никотинзаместительной терапии имеют наибольшую практическую значимость для заядлых курильщиков, которые выкуривают более 15 сигарет в день.

## Побочные эффекты
Хотя нет доказательств, что НЗТ может увеличить риск развития инфаркта миокарда, лица с сердечно-сосудистыми заболеваниями в анамнезе или недавно перенесшие  инфаркт миокарда должны проконсультироваться с врачом перед применением НЗТ.
Лица до 18 лет также должны проконсультироваться с врачом перед началом никотинзаместительной терапии.
Употребление никотина во время беременности может привести к появлению синдрома дефицита внимания и гиперактивности (СДВГ) и снижению обучаемости у ребенка. Это также создает опасность никотиновой зависимости ребенка в будущем. Поэтому беременные и кормящие грудью женщины должны проконсультироваться с врачом перед началом применения НЗТ. Жевательным резинкам, таблеткам для рассасывания и назальным спреям присвоена категория тератогенности C; трансдермальному пластырю - категория D. Трансдермальный пластырь считается менее безопасным для плода, поскольку никотин поступает в организм постоянно в течение времени использования пластыря, в отличие от жевательной резинки или таблетки для рассасывания, которые доставляют никотин периодически.

## Механизм действия
Препараты НЗТ различаются по времени, которое необходимо никотину для проникновения в кровь и по общему времени, которое никотин находится в организме.
Никотиновые пластыри, применяемые на кожу, непрерывно высвобождают стабильную дозу никотина в течение 16-24 часов. Никотин из жевательных резинок, спреев и подъязычных таблеток быстрее попадает в организм, но находится там меньшее количество времени.
Никотиновые спреи считаются наиболее передовой формой НЗТ благодаря их быстродействию. Как поясняет психолог из Кингс-колледжа Гей Сазерленд, “после затяжки сигаретой никотин попадает в мозг курильщика примерно через 20 секунд. Большинство форм НЗТ начинает действовать в диапазоне от 30 минут до трех часов”, в то время как спрей имеет доказанную способность доставлять никотин в мозг в течение 60 секунд.

## Эффективность различных лекарственных форм
Клинические исследования указывают на значительное увеличение шансов пациента на успешный отказ от курения при использовании повышенной дозы никотина в пластыре. Жевательные резинки по данным клинических исследований удваивают шансы бросить курить по сравнению с плацебо. Результаты клинических исследований показали, что подъязычная таблетка на 91% более эффективна по сравнению с плацебо в течение 6 месяцев. Спрей для местного применения по результатам клинических исследований показал эффективность в 2,5 раза выше, по сравнению с плацебо в течение 52 недель.
Для увеличения эффективности терапии при высокой и очень высокой степени никотиновой зависимости рекомендуется использование комбинации никотинсодержащих препаратов (пластырь + жевательная резинка). Комбинированная терапия еще более эффективна по сравнению с монотерапией НЗТ и почти в 3 раза повышает шансы на отказ от курения по сравнению с плацебо.

## Безрецептурные никотиновые препараты
Снюс и снафф также способны снабжать организм никотином, не прибегая к табакокурению, однако они вызывают негативные последствия для здоровья.
Электронные сигареты, также известные как испарители или электронные системы доставки никотина (ENDS), часто, хотя и не всегда, воспроизводят внешний вид и механизм действия сигарет. Они могут позиционироваться производителями в качестве менее вредной альтернативы сигаретам, но они не имеют статуса НЗТ ни в одной юрисдикции, а свидетельства их безопасности и эффективности ограничены. Уровни никотина в некоторых электронных сигаретах и жидкостях для их перезаправки плохо регулируются. Отрицательное влияние на здоровье и их эффективность все еще исследуются, и медицинские организации не рекомендуют электронные сигареты в качестве НЗТ.
Управление по санитарному надзору за качеством пищевых продуктов и медикаментов США (FDA) составило дополнительный список табачных продуктов, подлежащих регулированию, включая электронные сигареты. Данные исследований говорят о том, что препараты, утверждённые FDA, такие как никотиновый ингалятор, могут быть более безопасным способом снабжения организма никотином, чем электронные сигареты.

## История
Первым препаратом НЗТ была жевательная резинка Никоретте, разработанная в конце 1970-х шведской компанией AB Leo. Пионером НЗТ считают её разработчика, шведского исследователя Ове Ферно.

## Торговые марки
Торговые марки включают Nicotex, Никоретте, Nicoderm, Nicogum, Nicotinell, Thrive и таблетки для рассасывания Commit.